# Rafael Aparicio de Arcos
Rafael Aparicio de Arcos (Aguilar de la Frontera, 1889 - Córdoba, 17 de agosto de 1936) fue un abogado y político socialista español, ejecutado por el bando franquista durante la guerra civil española (1936-1939). 

## Biografía
Pertenecía a una familia acomodada de alta burguesía de esa localidad, aunque su padre, Ricardo Aparicio y Aparicio había nacido en la actual Comunidad Valenciana. Siguiendo la tradición familiar, formó parte  del Partido Liberal monárquico. En 1921, fue nombrado alcalde de Aguilar, llegando a ser el último de la restauración  hasta septiembre de 1923, momento en el que fue depuesto por la dictadura de Primo de Rivera.
Rafael Aparicio abandonó su anterior formación política, produciéndose en él un profundo cambio renovador que le llevó a ingresar en el Partido Socialista Obrero Español (PSOE). Formó parte de los líderes de este partido en su localidad natal junto a José María León Jiménez y otros.
En 1930 formó parte de la corporación municipal de nuevo en el momento del declive dictatorial protagonizado por Dámaso Berenguer. En las elecciones  municipales del 12 de abril de 1931, con las que se proclamó la Segunda República Rafael Aparicio alcanzó a ser el tercer socialista más votado en las listas de la misma localidad, donde la conjunción republicano-socialista alcanzó doce de veinte concejales en disputa, siendo elegido alcalde el republicano José Jiménez Carretero. A partir del 2 de septiembre de 1932 fue designado Diputado provincial en representación de los socialistas y republicanos, y estuvo en el cargo  hasta octubre de 1933. Nuevamente tomó posesión como diputado provincial el día 2 de febrero de 1934, siendo cesado en octubre del mismo año en por el gobernador civil José Gardoni en razón a su postura favorable a los acontecimientos revolucionarios de Asturias en octubre de 1934.
Asesor jurídico y amigo personal del alcalde de Córdoba, Manuel Sánchez Badajoz, le orientó en temas tan candentes como la municipalización de la Empresa de Aguas Potables, así como en el pleito entablado contra con la Compañía de Eléctrica Mengemol.
Fue detenido con la sublevación militar de julio de 1936 que dio lugar a la guerra civil española. No se sabe con certeza si la detención fue en Córdoba o en Aguilar de la Frontera.
Fue fusilado en Córdoba día 17 de agosto de 1936, sin juicio previo, al igual que el alcalde José María León Jiménez. Dos meses después de su fusilamiento se pidieron indagaciones sobre su filiación política. No consta el lugar donde fue enterrado. Su muerte fue inscrita en el Registro Civil el 20 de noviembre de 1937. Fue una de las 132 personas fusiladas en Aguilar de la Frontera por la represión franquista.
Su padre, Ricardo Aparicio y Aparicio, hizo todo lo indecible para salvarlo. Su hermano, José, conocido propietario, abogado y miembro de la Confederación Española de Derechas Autónomas (CEDA), llegó en años posteriores a ser Juez Instructor Militar Especial, cuyo cometido era encausar los procesos judiciales llevados a cabo contra los detenidos de izquierdas.